# Кізядзінка
Кізя́дзінка — річка в Росії, ліва притока Нязі. Протікає територією Ігринського району Удмуртії.
Річка починається за 3 км на південний захід від колишнього присілку Кізядзі. Протікає на північний схід, а в середній течії плавно повертає на північ-північ-схід. Впадає до Нязі навпроти присілка Малі Мазьгі. Береги верхньої та нижньої течії заліснені, на всьому протязі стрімкі. Приймає декілька дрібних приток.
На берегах річки знаходяться нафтовидобувні вишки, в середній течії збудовано автомобільний міст через річку.